# HuffPost
HuffPost (anterior The Huffington Post) este un site de știri din Statele Unite ale Americii înființat în mai 2005 de Arianna Huffington, Kenneth Lerer, Andrew Breitbart și Jonah Peretti.
Site-ul oferă știri și bloguri pe teme de politică, afaceri, divertisment, mediu, tehnologie, stil de viață, cultură, comedie, viață sănătoasă, știri pentru femei, precum și știri locale.